# Prémios Autores de 2020
A gala da 11.ª Edição dos Prémios Autores estava prevista ocorrer a 26 de março de 2020 no Centro Cultural de Belém, com transmissão televisiva na RTP2. No entanto, devido ao início da pandemia de Covid-19 nesse mês, a gala foi cancelada e os vencedores dos Prémios Autores foram revelados no dia 10 de outubro de 2020.

## Vencedores
Nota
Os vencedores estão destacados a negrito.

### Artes visuais
- Melhor exposição de artes plásticas
  - “CANHOTA” de Mariana Gomes – Fundação Carmona e Costa
  - “A CHUVA CAI AO CONTRÁRIO” de João Jacinto – Sociedade Nacional de Belas Artes
  - “THE ARCHITECTURE OF LIFE. ENVIRONMENTS, SCULPTURES, PAINTINGS AND FILMS” de Carlos Bunga – Museu Maat

- Melhor trabalho de fotografia
  - “VIVENDO ENTRE O QUE É DEIXADO PARA TRÁS – LIVING AMONG WHAT’S LEFT BEHIND” de Mário Cruz – Palácio Anjos, Algés
  - “FUGA – Fazeres de Unidade para a Génese de um Atlas” de Duarte Belo – Ar.Co-Centro de Arte e Comunicação Visual
  - “WHAT PHOTOGRAPHY HAS IN COMMON WITH AN EMPTY VASE” de Edgar Martins – Galeria Filomena Soares

- Melhor trabalho cenográfico
  - “REINAR DEPOIS DE MORRER” de José Manuel Castanheira
  - “KARŌSHI” de Ângela Rocha
  - “ANTÍGONA” de Marta Carreiras

### Cinema
- Melhor argumento
  - “VARIAÇÕES” de João Maia  
  - “TRISTEZA E ALEGRIA NA VIDA DAS GIRAFAS” de Tiago Guedes e Tiago Rodrigues
  - “LINHAS TORTAS” de Carmo Afonso

- Melhor filme
  - “VITALINA VARELA” de Pedro Costa
  - “VARIAÇÕES”de João Maia
  - “TRISTEZA E ALEGRIA NA VIDA DAS GIRAFAS” de Tiago Guedes

- Melhor atriz
  - MARGARIDA VILA-NOVA em “Hotel Império”
  - SANDRA FALEIRO em “A Herdade”
  - INÊS CASTEL-BRANCO em “SNU”

- Melhor ator
  - SÉRGIO PRAIA em “Variações”
  - ALBANO JERÓNIMO em “A Herdade”
  - CARLOTO COTTA em “Diamantino”

### Dança
- Melhor coreografia
  - “MISTÉRIO DA CULTURA” de David Marques  
  - “BISONTE” de Marco da Silva Ferreira
  - “LENTO E LARGO” de  Jonas&Lander

### Literatura
- Melhor livro de ficção narrativa
  - “QUARTOS DE FINAL E OUTRAS HISTÓRIAS” de Cláudia Andrade – Editora: Elsinore
  - “A BALADA DO MEDO” de Norberto Morais – Editora: Relógio D’ Água
  - “UM PASSO PARA SUL” de Judite Canha Fernandes – Editora: GRADIVA

- Melhor livro de poesia
  - “ARCA E USURA” de Marcos Foz – Edição de Autor
  - “AS ORELHAS DE KARENIN” de Rita Taborda Duarte – Editora: Abysmo
  - “ZOMBO” de Alberto Pimenta – Editora: Saguão

- Melhor livro infantojuvenil
  - “CICLONE — DIÁRIO DE UMA MONTANHA-RUSSA”, texto: Inês Barahona e Miguel Fragata, ilustração: Mariana Malhão, editora: Orfeu Negro
  - “NAPOLEÃO BENJAMIM PIRUETA – (O MENINO-LUPA)”, texto: Isabel Zambujal, ilustração: Rachel Caiano, editora: Oficina do Livro – Leya
  - “O AVÔ JACINTO E OS MACAQUINHOS DO SÓTÃO”, texto: Sofia Fraga, ilustração: Sebastião Peixoto, editora: Editora Minotauro

### Música
- Melhor tema de música popular
  - “AMOR, A NOSSA VIDA” de Capitão Fausto
  - “GUITARRAS” de MIRAMAR
  - “WINDOW PAIN” de MARINHO

- Melhor trabalho de música erudita
  - “SONATA PARA VIOLINO E PIANO” de Pedro Faria Gomes
  - ”CIRCUMNAVIGARE” de António Chagas Rosa
  - “STEP RIGHT UP” de Vasco Mendonça

- Melhor trabalho de música popular
  - “VIDA NOVA” de Manel Cruz
  - “RESPEITOSA MENTE” de Ricardo Ribeiro
  - “O SOL VOLTOU” de Luís Severo

### Rádio
- Melhor programa de rádio
  - “TARDE DESPORTIVA” – Antena 1 de Alexandre Afonso, Paulo Sérgio e João Gomes Dias
  - “UMA QUESTÃO DE ADN” – TSF de Teresa Dias Mendes
  - “DOMÍNIO PÚBLICO” – Antena 3 de Daniel Belo, Mariana Oliveira, Vanessa Augusto, Marta Rocha e Bruno Martins

### Teatro
- Melhor espetáculo
  - “KARŌSHI”, Encenação Colectiva de Teatro da Cidade  
  - “TIO VANYA”, Encenação de Bruno Bravo
  - “TURMA DE 95”, Encenação de Raquel Castro

- Melhor atriz
  - BÁRBARA BRANCO em “Lulu”
  - JOANA BÁRCIA em “Vemo-nos ao Nascer do Dia”
  - CARLA MACIEL em “A Dama das Camélias”

- Melhor ator
  - PAULO PINTO em “Tio Vanya”
  - ELMANO SANCHO em “Lulu”
  - JOÃO GASPAR em “O Beijo de Judas”

- Melhor texto português representado
  - “TURMA DE 95” de Raquel Castro
  - “O FUTURO PRÓXIMO – O NOSSO DESPORTO PREFERIDO” de Gonçalo Waddington
  - “DAVE, QUEDA-LIVRE” de Tiago Lima

### Televisão
- Melhor programa de informação
  - “POLÍGRAFO SIC”  – (SIC), autoria jornalística: Bernardo Ferrão e Fernando Esteves  
  - “PLÁSTICO NOSSO DE CADA DIA” – (SIC), autoria jornalística: Carla Castelo (Jornalista), João Venda (Imagem), Marco Carrasqueira (Edição de Imagem) e Tiago Gonçalves e Isabel Cruz (Grafismo)
  - “MÃOS QUE MOVEM O MUNDO” – (RTP), autoria jornalística: Daniel Mota e Fátima Campos Ferreira

- Melhor programa de ficção
  - “LUZ VERMELHA”- (Vende-se Filmes), autoria do argumento: Patrícia Muller, realização: André Santos e Marco Leão
  - “SUL” – (Arquipélago Filmes), autoria: Edgar Medina e Guilherme Mendonça, realização: Ivo M. Ferreira
  - “VIDAS OPOSTAS” – (SP Televisão), direção do projeto: Jorge Queiroga, autoria do argumento: Alexandre Castro, Ana Lúcia Carvalho, Andreia Vicente Martins, Catarina Dias, Pedro Barbosa da Silva, Pedro Cavaleiro, Sandra Santos e Sandra Zigue Machado, realização: Duarte Teixeira, Nuno Valente, Ricardo Inácio e Iva Areias

- Melhor programa de entretenimento
  - “GENTE QUE NÃO SABE ESTAR” – (Produção Show Bees), autoria: Ricardo Araújo Pereira, Cláudio Almeida, Manuel Cardoso, Cátia Domingues, Guilherme Fonseca, Miguel Góis, Joana Marques e José Diogo Quintela, artista visual: Insónias em Carvão, realização: Teotónio Bernardo
  - “ARMÁRIO” – (Maria & Mayer – Maria João Mayer), autoria: Joana Barrios, Rita Rolex e Joana Cunha Ferreira, realização: André Godinho
  - “DESLIGA A TELEVISÃO” – (Fremantle Portugal), autoria: Henrique Dias, Frederico Pombares e Roberto Pereira, realização: Manuel Pureza

## Prémios especiais

### Prémio Vida e Obra de Autor Nacional[2]
- António Victorino d'Almeida

### Prémios Melhor Programação Cultural Autárquica[2]
- Município de Leiria